# Grünbach (Górna Austria)
Grünbach – miejscowość i gmina w Austrii, w kraju związkowym Górna Austria, w powiecie Freistadt. Liczy 1 885 mieszkańców.

## Współpraca
Miejscowość partnerska:
- Grünbach, Niemcy
- Svatý Jan nad Malší, Czechy